# Rustenburg
Rustenburg è una città di 125 000 abitanti del Sudafrica settentrionale, ai piedi del monte Magaliesberg, nella Provincia del Nordovest.
È stata tra le 9 città sedi delle partite della fase finale del campionato mondiale di calcio 2010 e della FIFA Confederations Cup 2009, al Royal Bafokeng Stadium (capienza di 42 000 spettatori).